# Didymocorypha lanceolata
Didymocorypha lanceolata es una especie de mantis de la familia Tarachodidae.

## Distribución geográfica
Se encuentra en la India y Nepal.